# Syngrapha abstrusa
Syngrapha abstrusa là một loài bướm đêm trong họ Noctuidae.